# Mollitrichosiphum rhusae
Mollitrichosiphum rhusae är en insektsart. Mollitrichosiphum rhusae ingår i släktet Mollitrichosiphum och familjen långrörsbladlöss. Inga underarter finns listade i Catalogue of Life.